# Área de Conservação da Paisagem de Emumäe
A Área de Conservação da Paisagem de Emumäe é um parque natural situado no condado de Lääne-Viru, na Estónia.
A sua área é de 510 hectares.
A área protegida foi designada em 1959 para proteger a natureza e as paisagens do distrito de Väike-Maarja (incluindo Emumägi). Em 1998, a unidade de conservação foi reformulada como área de preservação paisagística.